# Vanilles
Pour les articles homonymes, voir Vanille (homonymie).
 (mai 2014).
Si vous disposez d'ouvrages ou d'articles de référence ou si vous connaissez des sites web de qualité traitant du thème abordé ici, merci de compléter l'article en donnant les références utiles à sa vérifiabilité et en les liant à la section « Notes et références ».

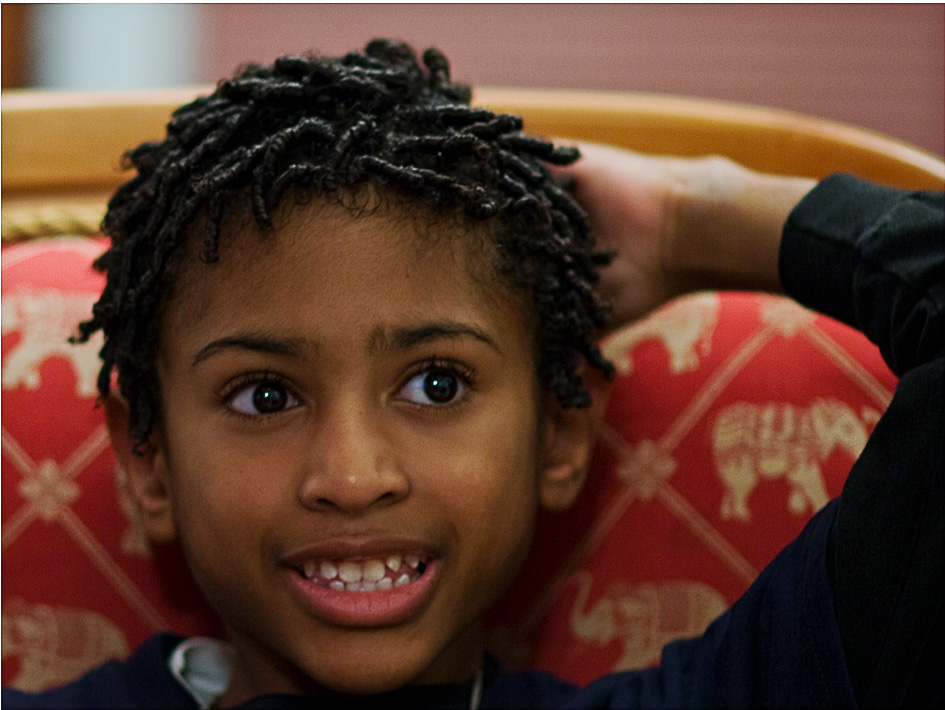
Coiffure des États-Unis appelée Afro locs ou simplement locs, semblable à la torsion ou aux dreadlocks

Les vanilles sont un type de coiffure, pour laquelle il faut prendre deux mèches qui sont roulées séparément sur elles-mêmes, dans le même sens puis ensemble l'une autour de l'autre. L'opération est réalisée sur l'ensemble de la chevelure.
C'est une coiffure de type afro pratiquée en particulier par les peuples noirs du continent africain et de la diaspora, et réalisée avec des cheveux naturels ou artificiels. Si elles sont réalisées avec des vanilles collées sur le crâne on parle de vanilles plates. Il ne faut pas confondre les vanilles et la tresse (qui se fait à trois mèches).
(Elles se font à deux mèches contrairement aux mèche normales)
Les vanilles sont très utilisées pour le démarrage des coiffures dreadlockées.  Réalisées avec les cheveux naturels, les vanilles ont plus tendance que les tresses à se transformer en locks, au bout de plusieurs mois sans les avoir défaites. Les vanilles sont en fait un compromis entre les dreadlocks et les tresses.